# テヘラン駅
テヘラン駅（ペルシア語：ايستگاه راه آهن تهران; Istgah-e Rah Ahan-e Tehran; イーストガーヘ・ラアハーニ・テヘラン）は、イランのテヘラン州テヘランにあるイラン・イスラーム共和国鉄道（IR）の駅。

## 概要
テヘラン旧市街の南端に位置し、イラン国内のほぼすべての主要鉄道路線の起点となっている。路線としてはイラン縦貫鉄道・テヘラン-タブリーズ線・テヘラン-イスファハーン線が接続している。これらの鉄道網はイラン・イスラーム共和国鉄道によって運行されており、その子会社であるラジャー旅客鉄道がテヘラン近郊および長距離の旅客輸送を担当している。また、アゼルバイジャン鉄道運行のナヒチェヴァン-マシュハド間の国際列車も当駅に停車する。

## 歴史
駅舎は1928年-29年にポーランドの建築家のヴワディスワフ・ホロデッキーにより設計され、1930年にドイツ人エンジニアが建設した。

## 駅周辺

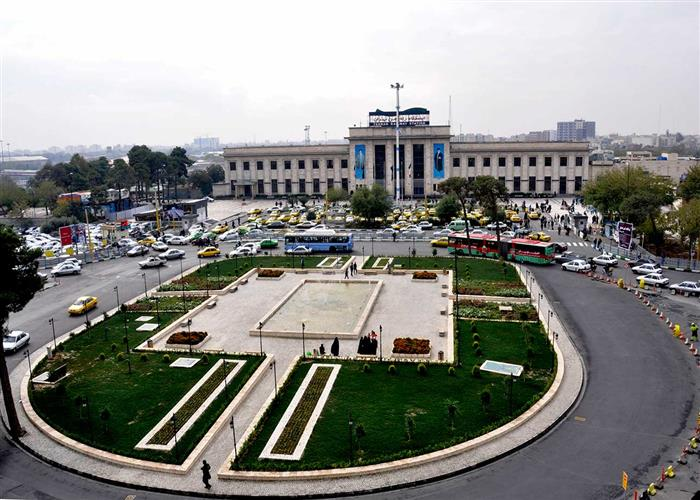
駅前のラアハーン広場（2019年9月）

- ラアハーン広場（ペルシア語版、英語版）
- テヘラン・メトロ3号線（ペルシア語版、英語版） ラアハーン駅（ペルシア語版、英語版）
- ヴァリアーサー通り（ペルシア語版、英語版）
- イラン・イスラーム共和国鉄道本社
- バハルル病院（ペルシア語版）

## バス路線
テヘランBRT
- BRT7 ラアハーン-タジュリシュ（英語版）

```
テヘラン市内・郊外バス
（
英語版
）
```

- 105 ラアハーン-タジュリシュ
- 151 ラアハーン-ヴァリーアスル広場
- 152 ラアハーン-Parkway
- 245 ラアハーン-ナジ・アバド（英語版）-レイ市地下鉄駅（英語版）
- 246 ラアハーン-ハザーネ-レイ市地下鉄駅
- 258 ジャワディー（英語版）-Fayyazbakhsh Term.
- 259 Shahrak-e Valfajr-Moein Term.
- 275 イマーム・ホメイニー病院（英語版）-Moein Term.
- 320 ラアハーン-ホラーサーン広場
- 330 ラアハーン-Parking Shahr-e Rey
- 336 ラアハーン-クッズ（英語版）ブールバール
- 349 ラアハーン-マハラティ高速道路（英語版）
- 359 ラアハーン-ハフト・エ・ティール（英語版）
- 365 Khaniabad-e No-エンゲラーブ広場（英語版）
- 366 Vesal Blvd.-エンゲラーブ広場
- 367 南ターミナル（ペルシア語版）-エンゲラーブ広場
- 417 Sarvari Term.-Fayyazbakhsh Term.
- 430 ラアハーン-シャフレ・アーフターブ
- 907 ラアハーン-タジュリシュ（英語版）
- 911 ラアハーン-エマーム・ホメイニー広場（英語版）